# Supercoppa tedesca (pallavolo maschile)
La Supercoppa tedesca è stata una competizione pallavolistica per squadre di club tedesche maschili, organizzata con cadenza annuale dalla VBL.

## Edizioni
| Edizione      | Edizione             | Podio           | Podio         | Podio            |               |
| Anno          | Sede della finale    | Campione        | Risultato     | Finalista        |               |
| ------------- | -------------------- | --------------- | ------------- | ---------------- | ------------- |
| 1988 Dettagli | Minden               | Amburgo         | 3 - 0         | Bayer Leverkusen |               |
| 1989 Dettagli | Bad Salzuflen        | Amburgo         | 3 - 2         | Bayer Leverkusen |               |
| 1990 Dettagli | Leverkusen           | Milbertshofen   | 3 - 1         | Bayer Leverkusen |               |
| 1991 Dettagli | Moers                | Moerser         | 3 - 0         | Charlottenburg   |               |
| 1992-15       | -                    | Non disputata   | Non disputata | Non disputata    | Non disputata |
| 2016 Dettagli | Berlino              | Friedrichshafen | 3 - 0         | Charlottenburg   |               |
| 2017 Dettagli | Hannover             | Friedrichshafen | 3 - 1         | Charlottenburg   |               |
| 2018 Dettagli | Hannover             | Friedrichshafen | 3 - 1         | Charlottenburg   |               |
| 2019 Dettagli | Hannover             | Charlottenburg  | 3 - 0         | Friedrichshafen  |               |
| 2020 Dettagli | Francoforte sul Meno | Charlottenburg  | 3 - 0         | Rüsselsheim      |               |
| 2021 Dettagli | Schwerin             | Charlottenburg  | 3 - 0         | Rüsselsheim      |               |

## Palmarès
| Squadra         | Titolo | Edizione         |
| --------------- | ------ | ---------------- |
| Friedrichshafen | 3      | 2016, 2017, 2018 |
| Charlottenburg  | 3      | 2019, 2020, 2021 |
| Amburgo         | 2      | 1988, 1989       |
| Milbertshofen   | 1      | 1990             |
| Moerser         | 1      | 1991             |